# Dylan Fletcher-Scott
Dylan James Fletcher-Scott (Londres, 3 de abril de 1988) es un deportista británico que compite en vela en la clase 49er.
Participó en dos Juegos Olímpicos de Verano, obteniendo una medalla de oro en Tokio 2020, en la clase 49er (junto con Stuart Bithell), y el sexto lugar en Río de Janeiro 2016, en la misma clase.
Ganó tres medallas en el Campeonato Mundial de 49er entre los años 2016 y 2019, y seis medallas en el Campeonato Europeo de 49er entre los años 2011 y 2019.
En 2022 fue nombrado miembro de la Orden del Imperio Británico (MBE).

## Palmarés internacional
| \| Juegos Olímpicos \| Juegos Olímpicos \| Juegos Olímpicos \| Juegos Olímpicos \| \| Año \| Lugar \| Medalla \| Clase \| \| ------------------ \| --------------------------- \| ----------------- \| ---------------- \| \| 2020 \| Tokio (Japón) \| Medalla de oro \| 49er \| \| Campeonato Mundial \| \| \| \| \| Año \| Lugar \| Medalla \| Clase \| \| 2016 \| Clearwater (Estados Unidos) \| Medalla de bronce \| 49er \| \| 2017 \| Matosinhos (Portugal) \| Medalla de oro \| 49er \| \| 2019 \| Auckland (Nueva Zelanda) \| Medalla de bronce \| 49er \| \| Campeonato Europeo \| \| \| \| \| Año \| Lugar \| Medalla \| Clase \| \| 2011 \| Helsinki (Finlandia) \| Medalla de oro \| 49er \| \| 2013 \| Aarhus (Dinamarca) \| Medalla de oro \| 49er \| \| 2014 \| Helsinki (Finlandia) \| Medalla de plata \| 49er \| \| 2017 \| Kiel (Alemania) \| Medalla de oro \| 49er \| \| 2018 \| Gdynia (Polonia) \| Medalla de bronce \| 49er \| \| 2019 \| Weymouth (Reino Unido) \| Medalla de oro \| 49er \| |                             |                   |       |
| Juegos Olímpicos |                             |                   |       |
| Año | Lugar                       | Medalla           | Clase |
| 2020 | Tokio (Japón)               | Medalla de oro    | 49er  |
| Campeonato Mundial |                             |                   |       |
| Año | Lugar                       | Medalla           | Clase |
| 2016 | Clearwater (Estados Unidos) | Medalla de bronce | 49er  |
| 2017 | Matosinhos (Portugal)       | Medalla de oro    | 49er  |
| 2019 | Auckland (Nueva Zelanda)    | Medalla de bronce | 49er  |
| Campeonato Europeo |                             |                   |       |
| Año | Lugar                       | Medalla           | Clase |
| 2011 | Helsinki (Finlandia)        | Medalla de oro    | 49er  |
| 2013 | Aarhus (Dinamarca)          | Medalla de oro    | 49er  |
| 2014 | Helsinki (Finlandia)        | Medalla de plata  | 49er  |
| 2017 | Kiel (Alemania)             | Medalla de oro    | 49er  |
| 2018 | Gdynia (Polonia)            | Medalla de bronce | 49er  |
| 2019 | Weymouth (Reino Unido)      | Medalla de oro    | 49er  |